# محمد الصحراوي
محمد الصحراوي (مواليد 23 فبراير 1978) هو ملاكم تونسي، مثّل بلاده في الألعاب الأولمبية الصيفية 2004.

## روابط خارجية
محمد الصحراوي على موقع أوليمبيديا (الإنجليزية)